# Montevideo (departman)
Departman Montevideo departman je na jugu Urugvaja. To je najmanji departman Urugvaja, ali ujedno i najviše naseljen. Sjedište departmana je glavni grad Urugvaja Montevideo. Prema popisu stanovništva iz 2011. godine, departman ima 1.319.108 stanovnika. 

## Stanovništvo i demografija
Prema popisu stanovništva iz 2011. godine na području departmana živi 1.319.108 stanovnika (613.990 muškaraca i 705.014 žena) u 520.538 kućanstava.
- Prirodna promjena: -2.566 %
  - Natalitet: 14,40 ‰
  - Mortalitet: 10,35 ‰
- Prosječna starost: 33,8 godina
  - Muškarci: 31,2 godine
  - Žene: 36,5 godina
- Očekivana životna dob: 75,28 godina
  - Muškarci: 71,28 godine
  - Žene: 79,44 godina
- Prosječni BDP po stanovniku: 19.858 urugvajskih pesosa mjesečno

| Gradska naselja |              |
| --- | ------------ |
| Broj stanovnika u gradskim i seoskim naseljima prema popisu iz 2011. godine. |              |
| \| Grad \| Stanovništvo \| \| ---------------- \| ------------ \| \| Montevideo \| 1.269.552 \| \| Pajas Blancas \| 1.976 \| \| Santiago Vázquez \| 1.482 \| \| Abayubá \| 924 \| |              |
| Grad | Stanovništvo |
| Montevideo | 1.269.552    |
| Pajas Blancas | 1.976        |
| Santiago Vázquez | 1.482        |
| Abayubá | 924          |

## Vanjske poveznice
- (šp.) Departman Montevideo - službene stranice